# Stenospermation laevis
Stenospermation laevis är en kallaväxtart som beskrevs av Thomas Bernard Croat. Stenospermation laevis ingår i släktet Stenospermation och familjen kallaväxter. Inga underarter finns listade.